# Jakob Smits
Jacobus Johannes (Jakob) Smits (Rotterdam, 9 juli 1855 - Achterbos (Mol), 15 februari 1928) was een Nederlands-Vlaams kunstschilder.
Hij werd geboren als zoon van een ondernemer-decorateur. Jakob studeerde in Rotterdam aan de academie en hielp zijn vader in het decoratiebedrijf. Van 1873 tot 1876 volgde Jakob academische studies in Brussel, en nadien studeert hij ook nog in München (1878-1880), Wenen (1880) en Rome (1880).
In 1882 trouwde Jakob met zijn nicht Antje Doetje Kramer. Het koppel vestigde zich in Amsterdam, waar Smits aan de slag ging als decorateur. Hij voerde onder andere opdrachten uit voor het Museum Boijmans Van Beuningen te Rotterdam. Uit het huwelijk van Jakob en Antje werden twee kinderen - Theodora en Annie - geboren. In 1884 kwam het tot een echtscheiding. Smits verhuisde naar Blaricum en werd directeur van de Nijverheids- en Decoratieschool in Haarlem. Hij leerde Albert Neuhuys, schilder van de Haagse School, kennen en samen gingen ze regelmatig op pad naar Drenthe en de Kempen.
Smits was zo onder de indruk van de Kempen dat hij zich in 1888 definitief in Achterbos (Mol) vestigde. Hij betaalde er 2.000 frank voor een boerenhuisje dat hij uitbouwde tot zijn Malvinahof. In hetzelfde jaar huwde hij Malvina Dedeyn, dochter van een Brussels advocaat, die door dit huwelijk onterfd werd. Smits leefde in armoede terwijl hij onvermoeibaar werkte aan wat hij later zou noemen ‘mijn eenvoudig werk, symbolisch, poëtisch en echt’.
In 1897 kreeg hij op tentoonstellingen in München en Dresden een gouden medaille voor zijn grote aquarellen op goudgrond. Hij schilderde ook vele portretten, vooral van Malvina en van hun kinderen Boby, Marguerite en Kobe. In 1899 sloeg het noodlot toe: op enkele dagen tijd verloor hij zijn dochtertje Alice en zijn vrouw.
In 1901 trouwde Smits met Josine Van Cauteren. In hetzelfde jaar was er zijn eerste individuele tentoonstelling, in Antwerpen. Hij kreeg er veel lof van collega's en critici maar vond geen koper voor zijn werken. Het tentoongestelde werk De vader van de veroordeelde werd later dat jaar wel aangekocht door het museum van Brussel. Smits kreeg het financieel wat beter maar zijn familie werd zwaar op de proef gesteld: in 1903 nam hij zijn beide ouders, door diefstal geruïneerd, bij zich op, en daardoor diende hij negen gezinsleden te onderhouden.
Op vraag van het Molse gemeentebestuur richtte Smits in 1907 een internationale tentoonstelling in van kunstenaars die in Mol en omgeving landschappen kwamen schilderen. De kunstenares Paula Van Rompa-Zenke behoorde tot het inrichtend comité. Er namen 68 schilders aan deel, onder wie Duitsers, Nederlanders, Britten en Amerikanen. Het begrip Molse School was geboren.

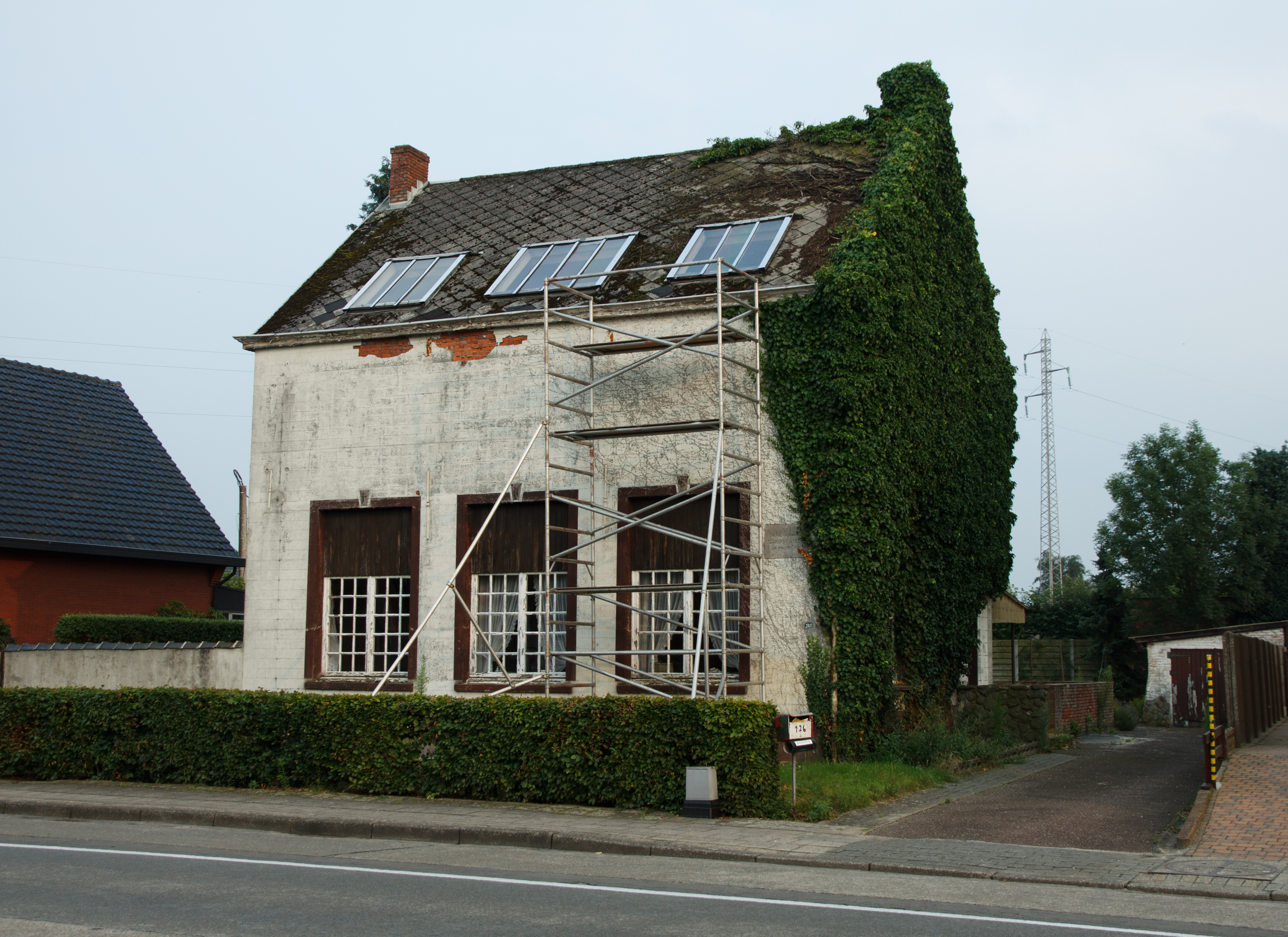
Woonhuis en schildersatelier van Jacob Smits te Mol-Achterbos

In 1910 publiceerde Smits een album met 25 etsen, opgedragen aan Koningin Elisabeth. In 1912 werd de jonge Dirk Baksteen zijn leerling.
In 1914 stopte Smits met de productie van kunstwerken. Hij werd voorzitter van het ‘Comité voor hulpverlening en voedselvoorziening van het canton Mol’. Na de Eerste Wereldoorlog ging hij met een totaal nieuwe visie en stijl aan de slag als etser en schilder. Vanaf 1923 ging zijn gezondheidstoestand er op achteruit. Smits leed aan een pijnlijke kanker van het kaakbeen. Op 15 februari 1928 overleed hij aan een hartkwaal. Hij werd begraven op het kerkhof van Achterbos. Op zijn graf staat een bronzen "Moeder en Kind" van George Minne. Hij ligt er begraven met enkele andere leden van de Molse School.
Jakob Smits, in 1902 Belg geworden, was Ridder in de Leopoldsorde (1903), Officier in de Kroonorde (1919) en Commandeur in de Kroonorde (1927).
Zijn vrouw Josine overleefde hem 28 jaar. Na haar dood in 1956 werd het Malvinahof verkocht. In 1977 werd in de omgebouwde oude pastorij van Mol-Sluis het Gemeentelijk Jakob Smitsmuseum geopend.

## Musea
- Groeningemuseum, Brugge
- Charliermuseum, Brussel,
- Koninklijke Musea voor Schone Kunsten van België, Brussel
- Museum van Elsene, Brussel
- Koninklijke Bibliotheek Albert I (Prentenkabinet), Brussel
- Museum Camille Lemonnier, Brussel
- Koninklijk Museum voor Schone Kunsten, Antwerpen
- Musée des Beaux-Arts, Charleroi
- Museum Dhondt-Dhaenens, Deurle
- Jakob Smitsmuseum, Mol
- Mu.ZEE, Oostende
- Museum Boymans Van Beuningen, Rotterdam
- Musee d'Orsay, Parijs
- Verzameling van de Senaat, Brussel

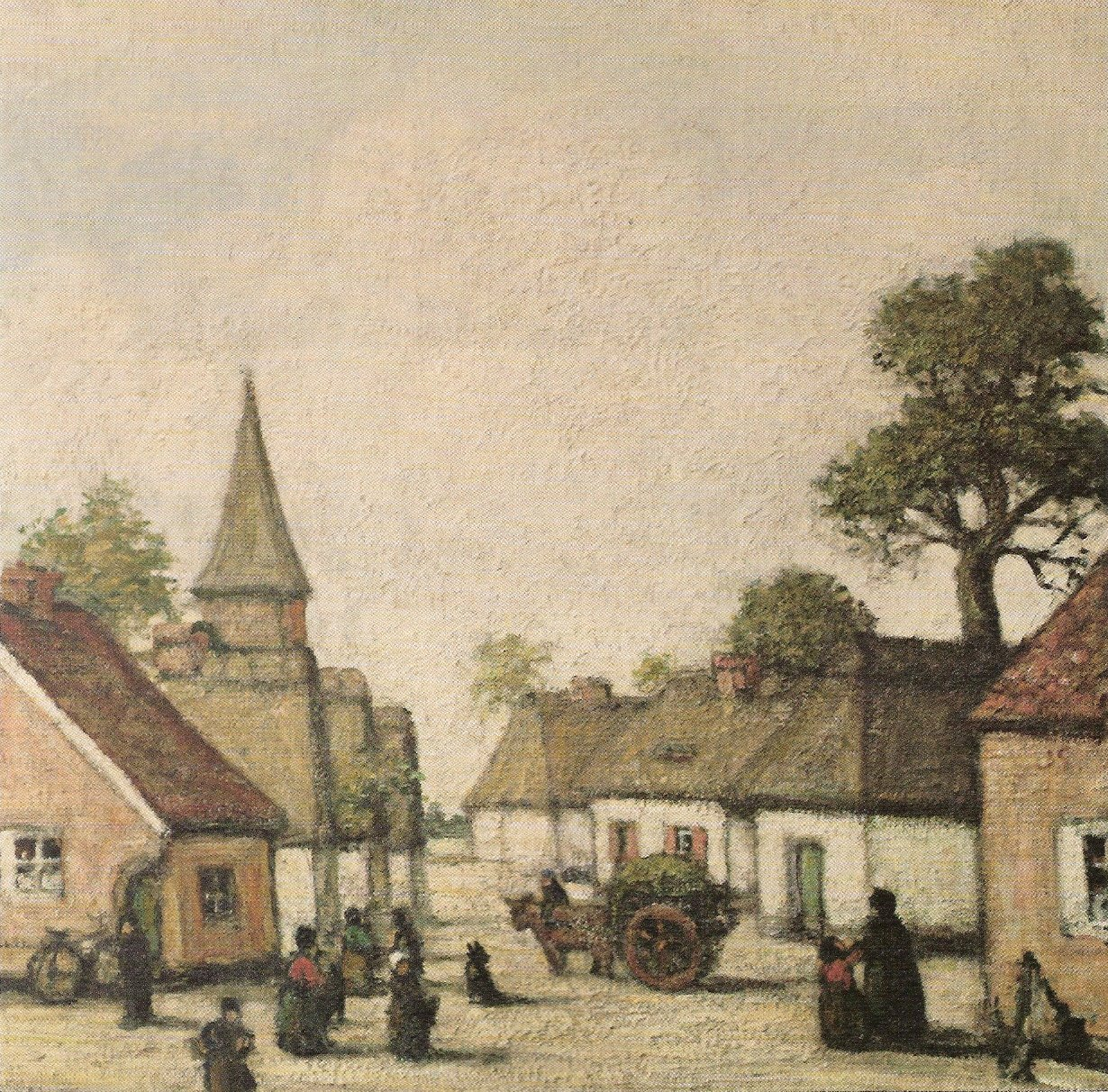
Het Gehucht
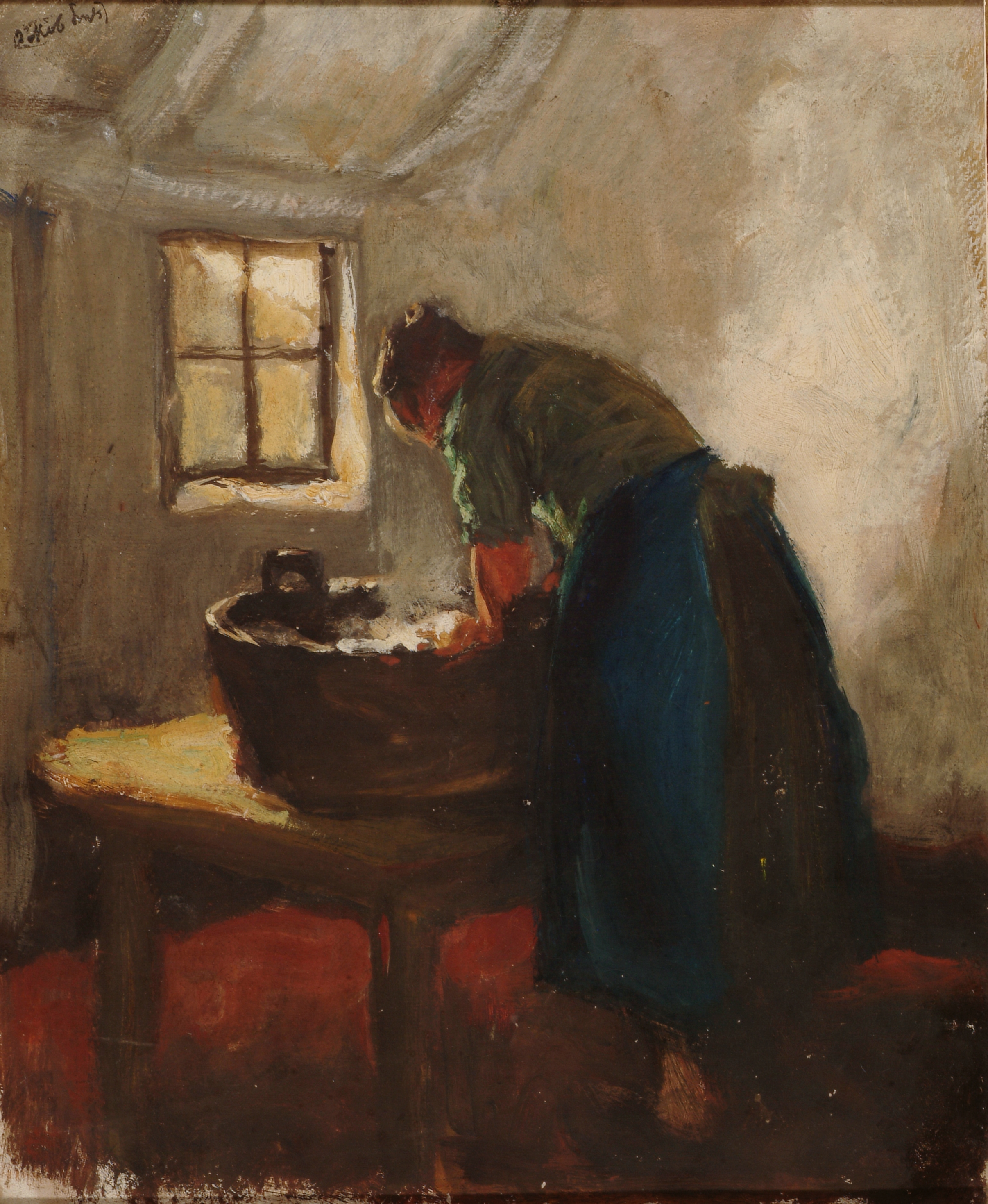
Vrouw aan de wastobbe, schilderij, collectie Jakob Smitsmuseum
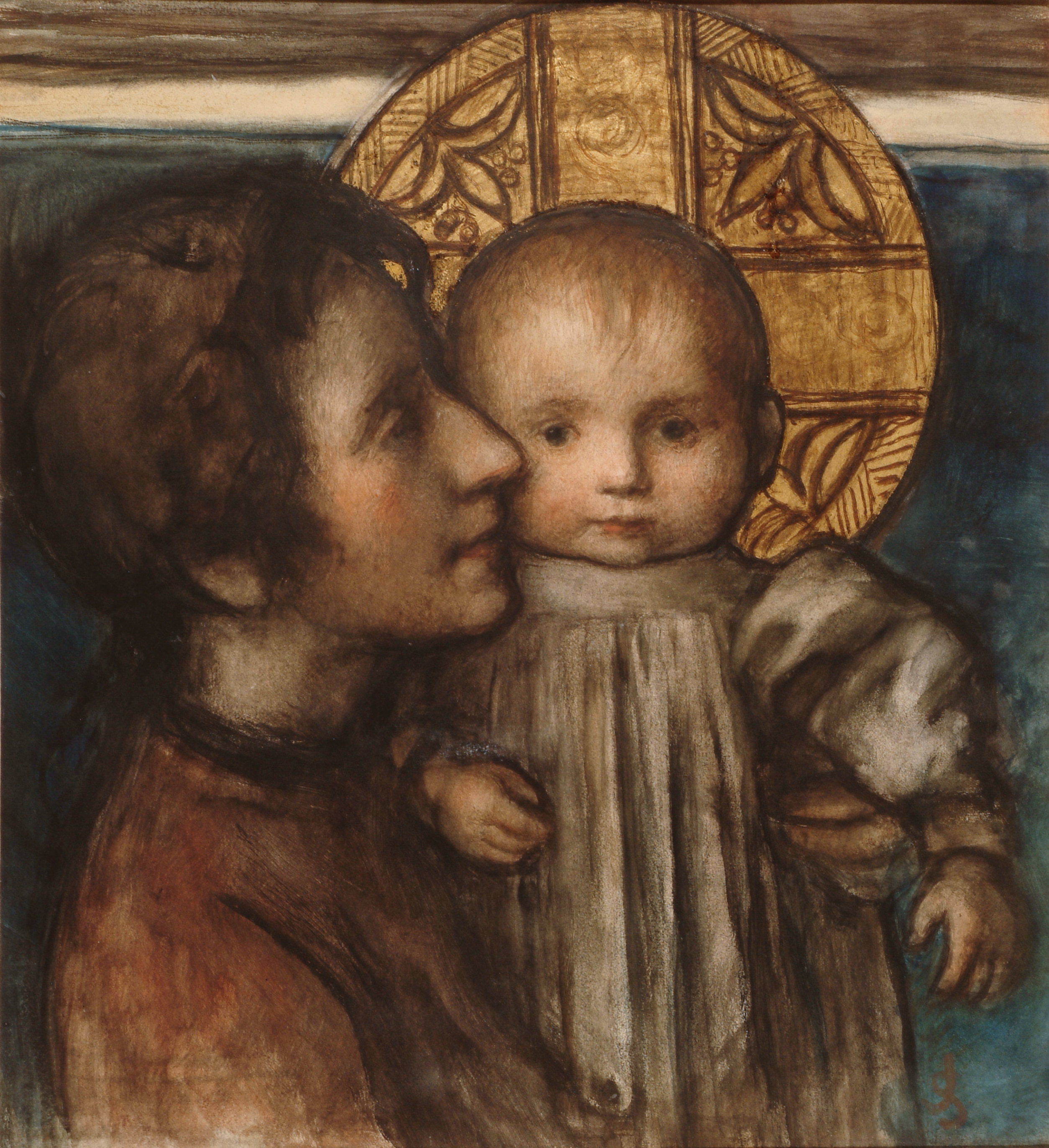
Mater Dei, schilderij, collectie Jakob Smitsmuseum
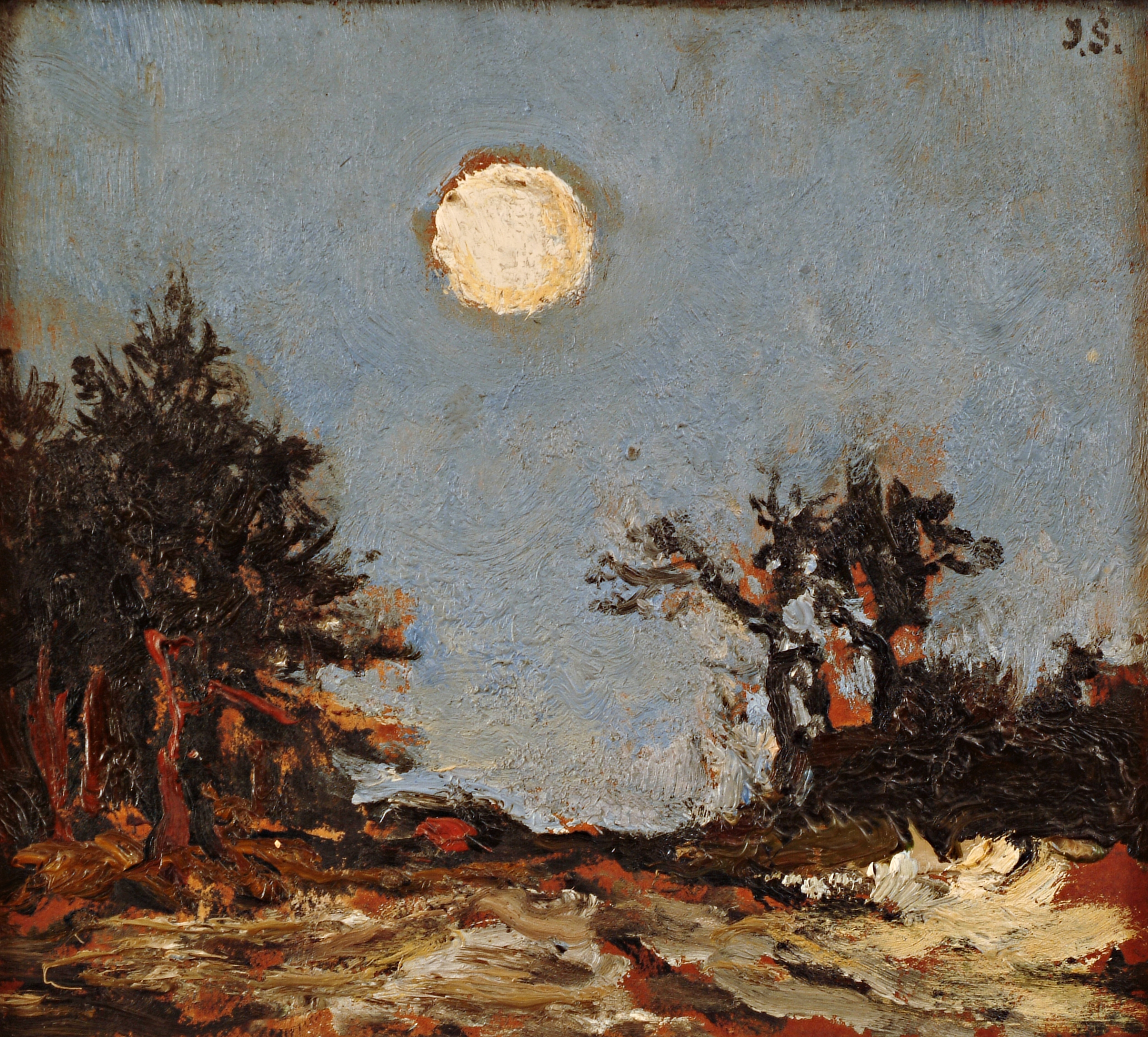
Herfstdreef, collectie Jakob Smitsmuseum
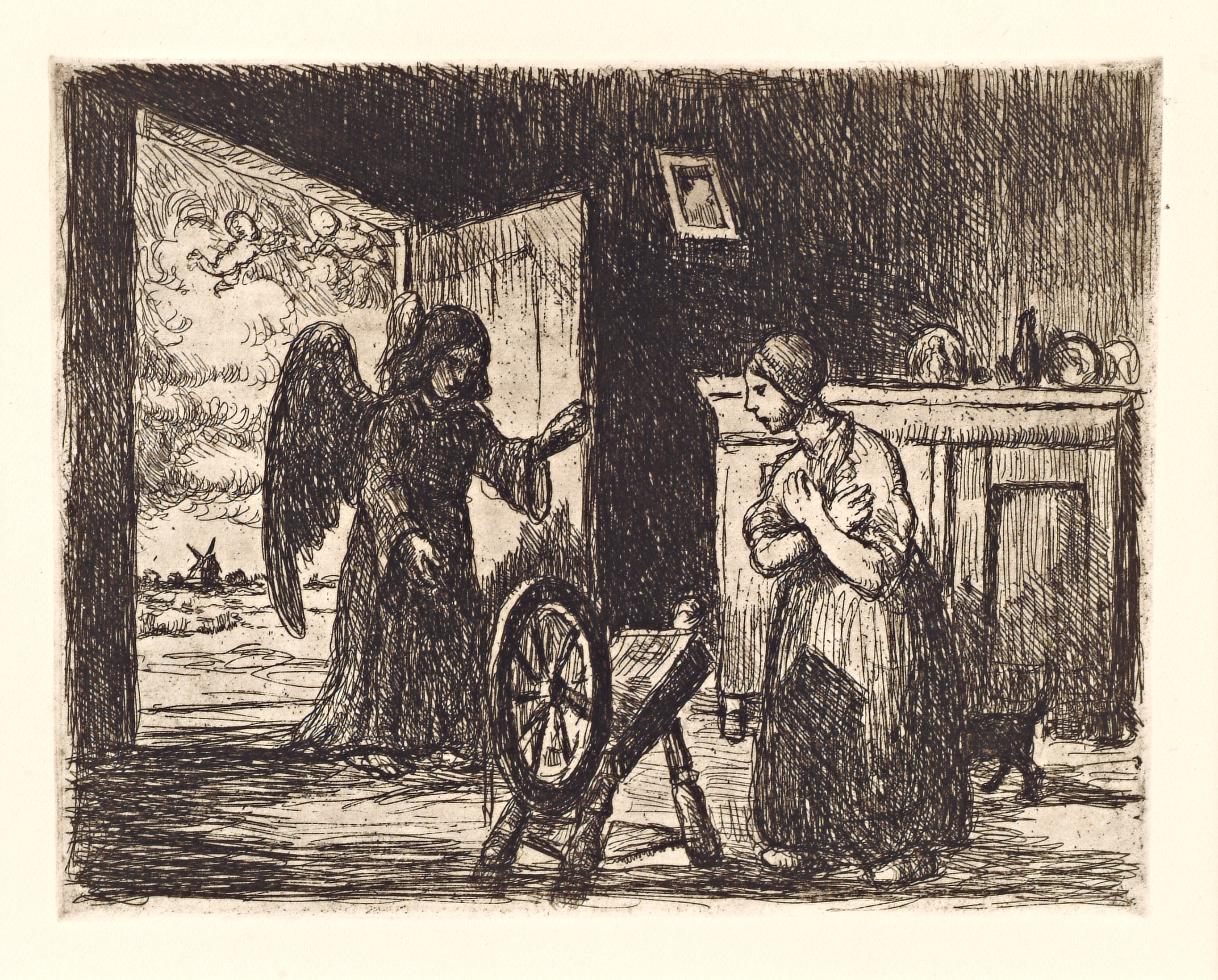
Maria Boodschap II, ets, collectie Jakob Smitsmuseum
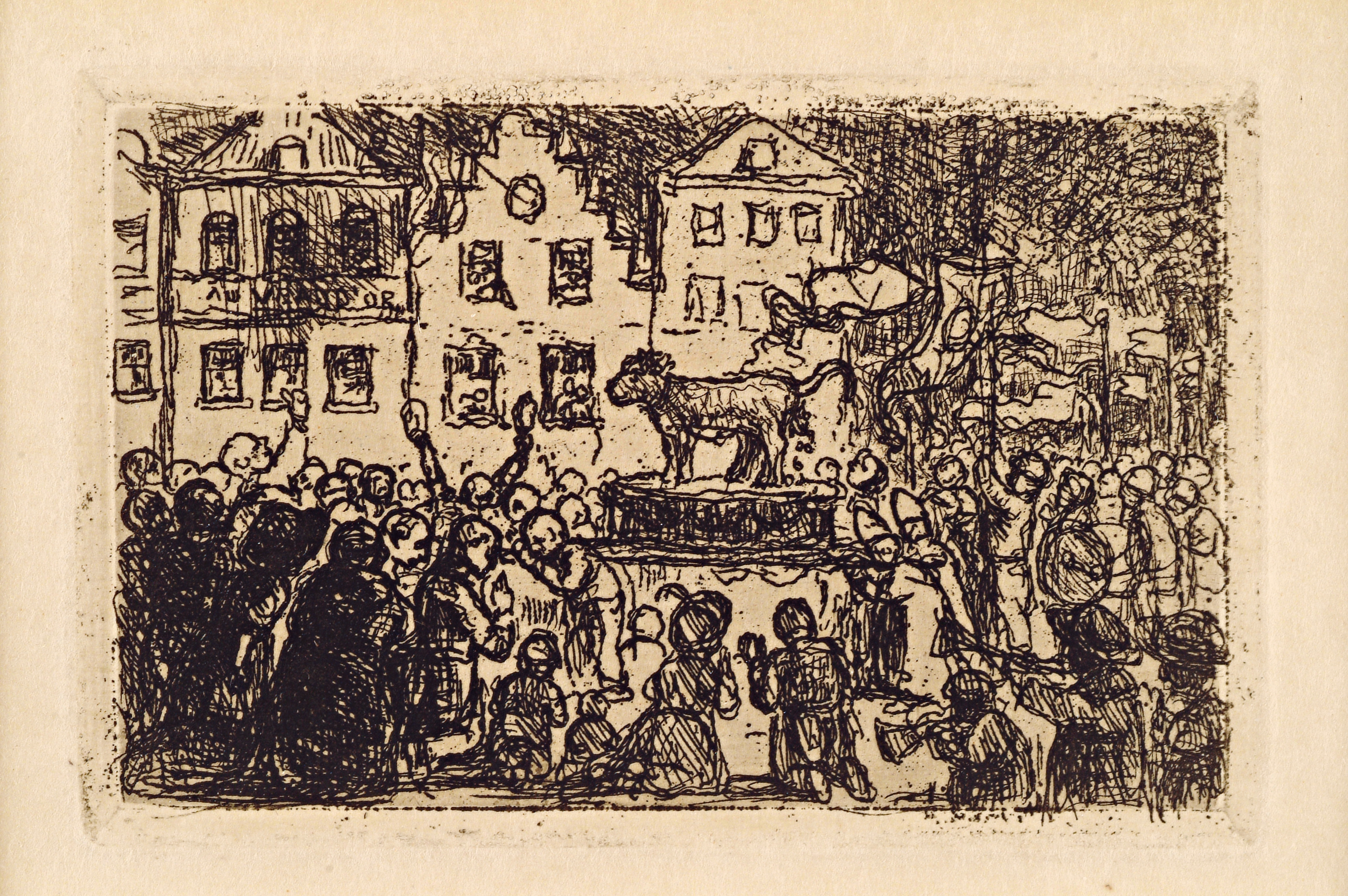
Het gouden kalf, ets, collectie Jakob Smitsmuseum
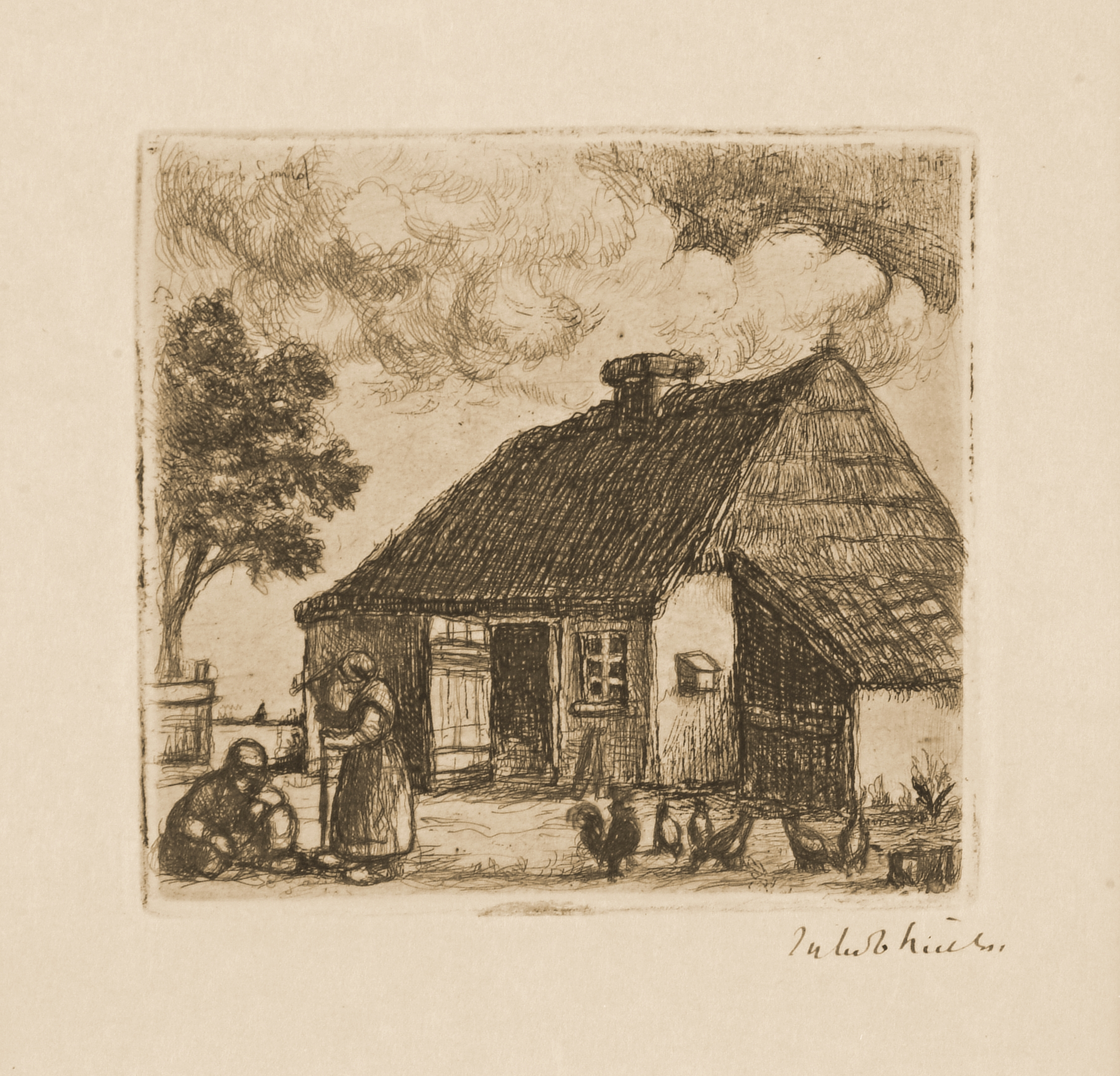
Gehucht in de Kempen, ets, collectie Jakob Smitsmuseum
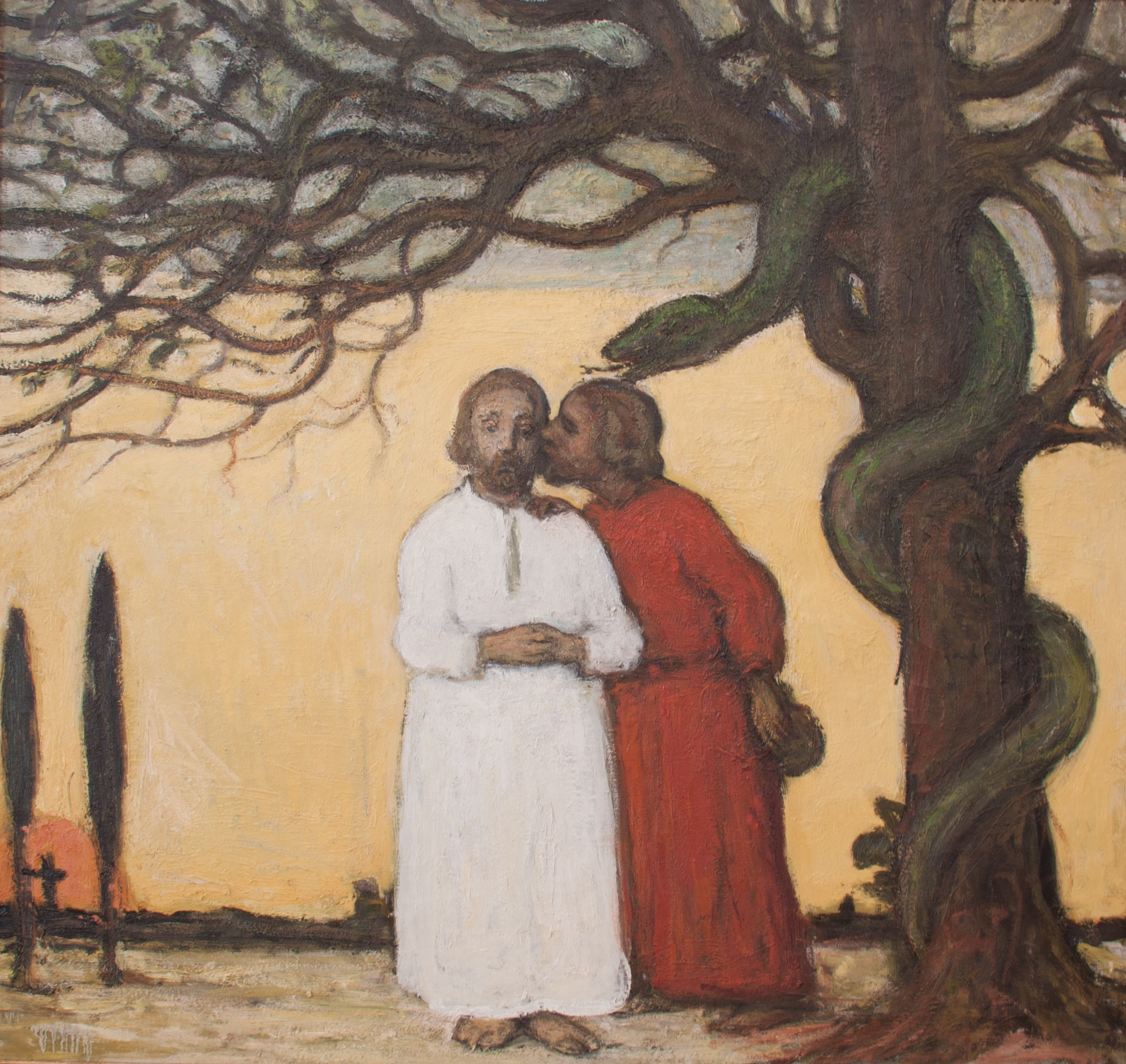
Judaskus, schilderij, collectie Jakob Smitsmuseum
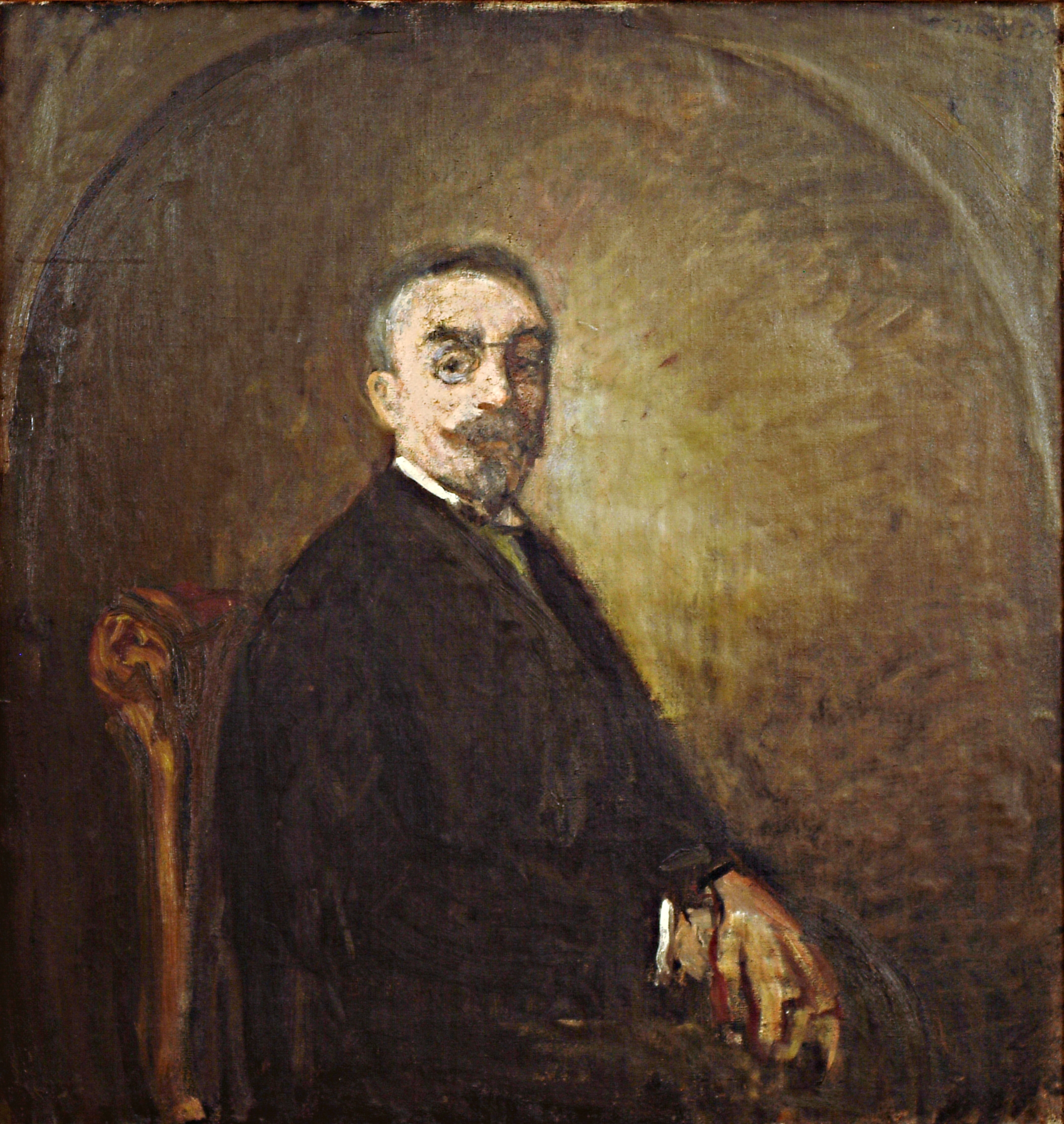
Senator Max Hallet, 1919, schilderij, collectie Jakob Smitsmuseum
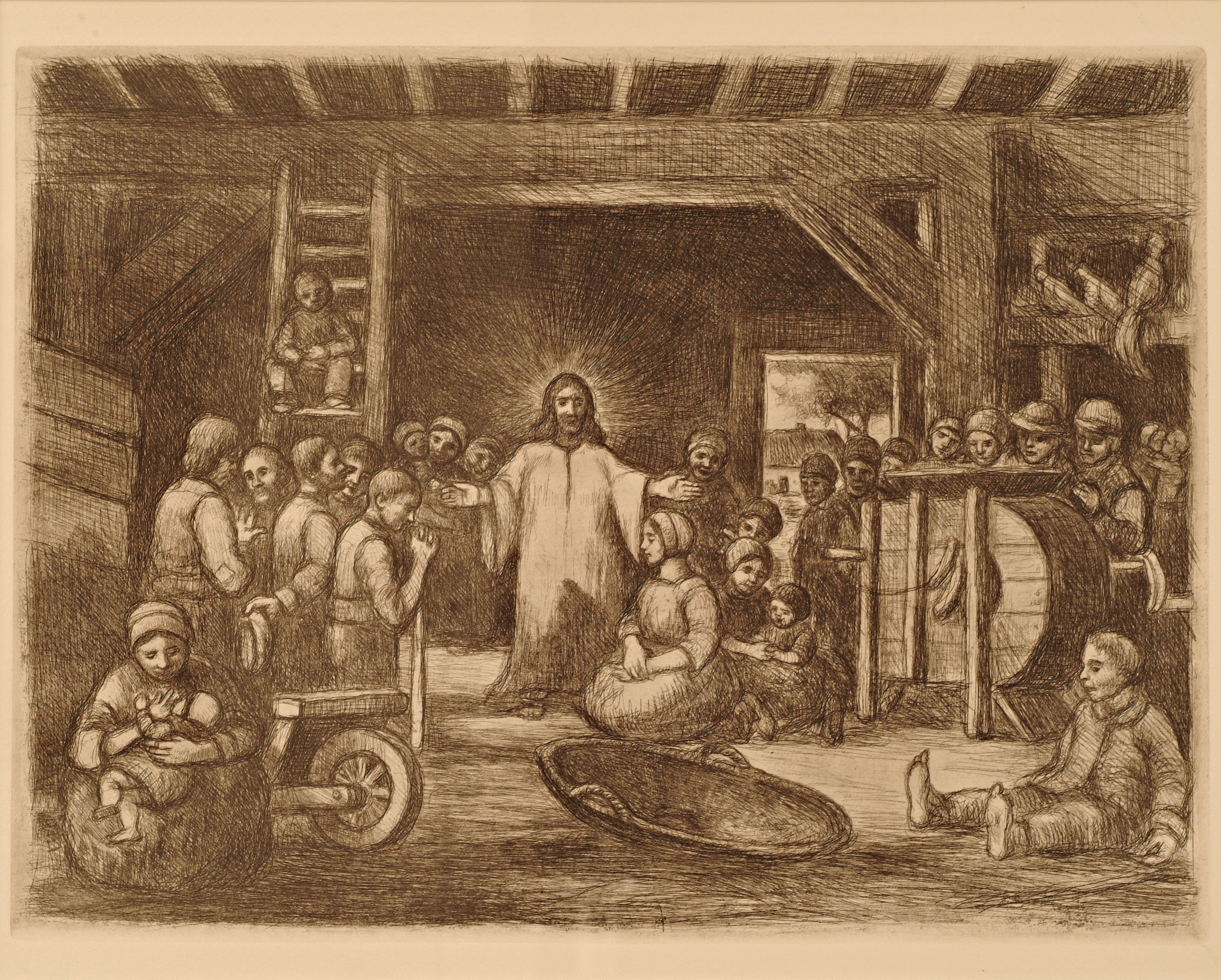
Christus predikend in de schuur, ets, collectie Jakob Smitsmuseum
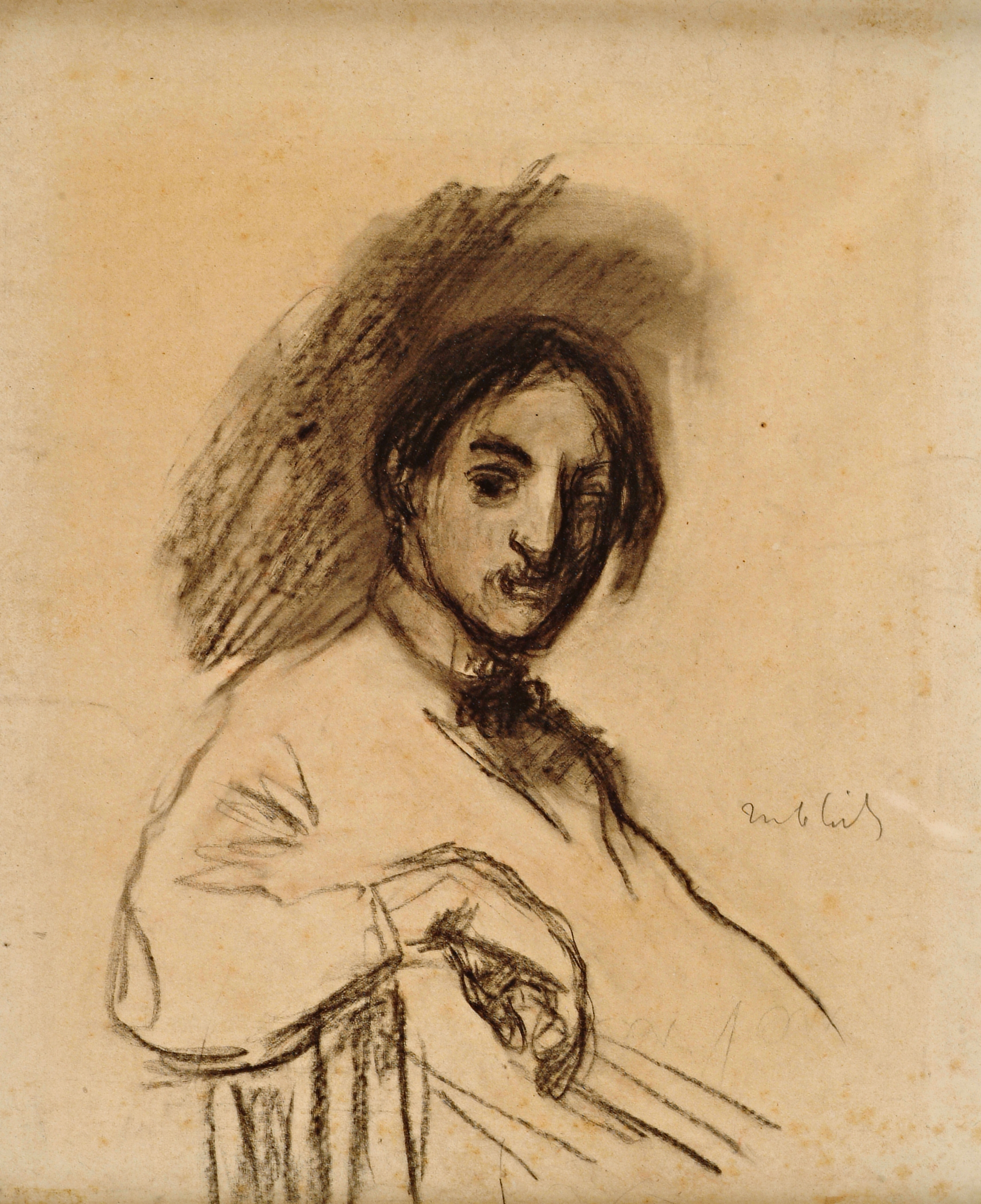
Jef Van Hoof, tekening, collectie Jakob Smitsmuseum
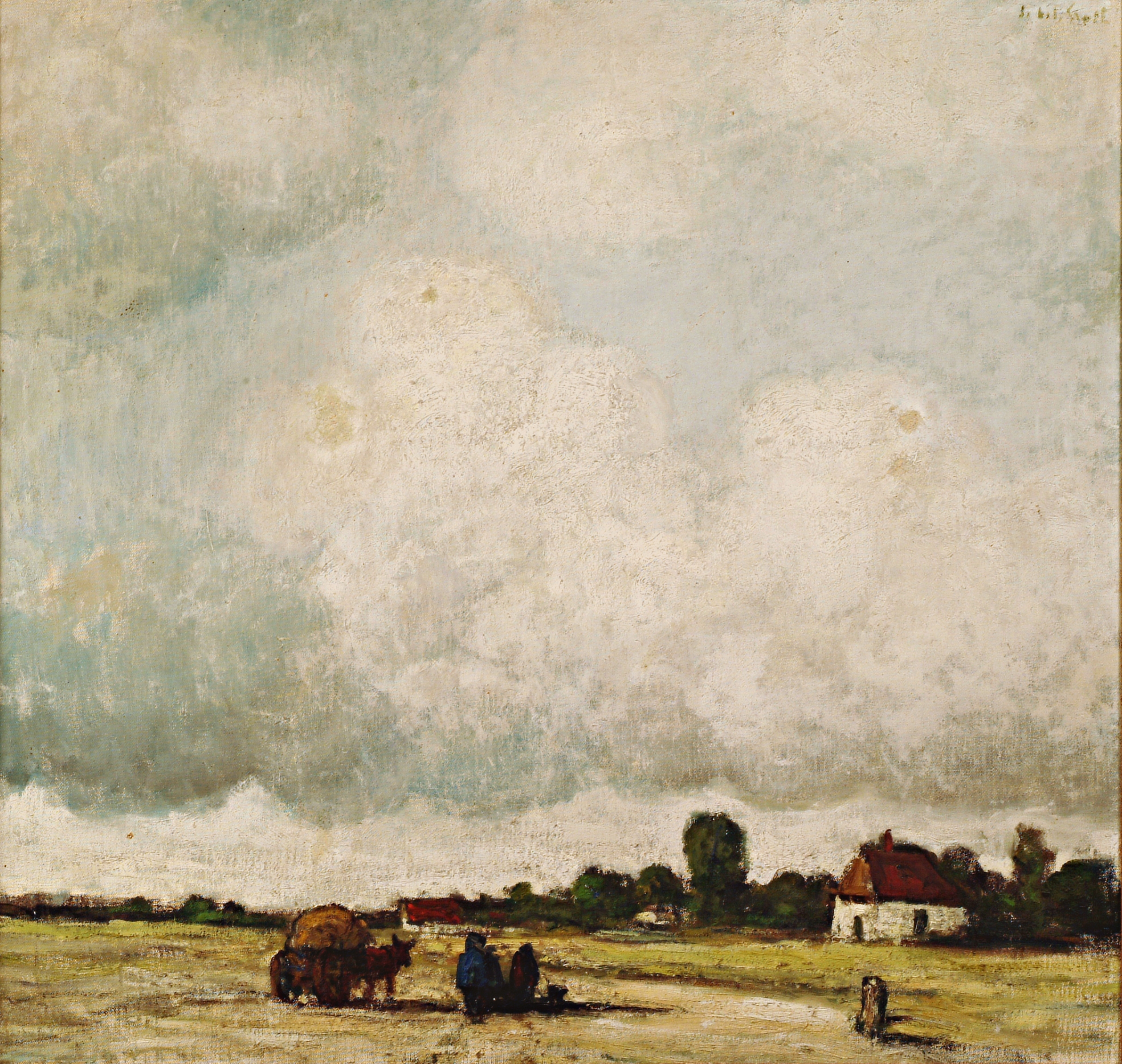
Kempisch landschap, 1927, schilderij, collectie Jakob Smitsmuseum
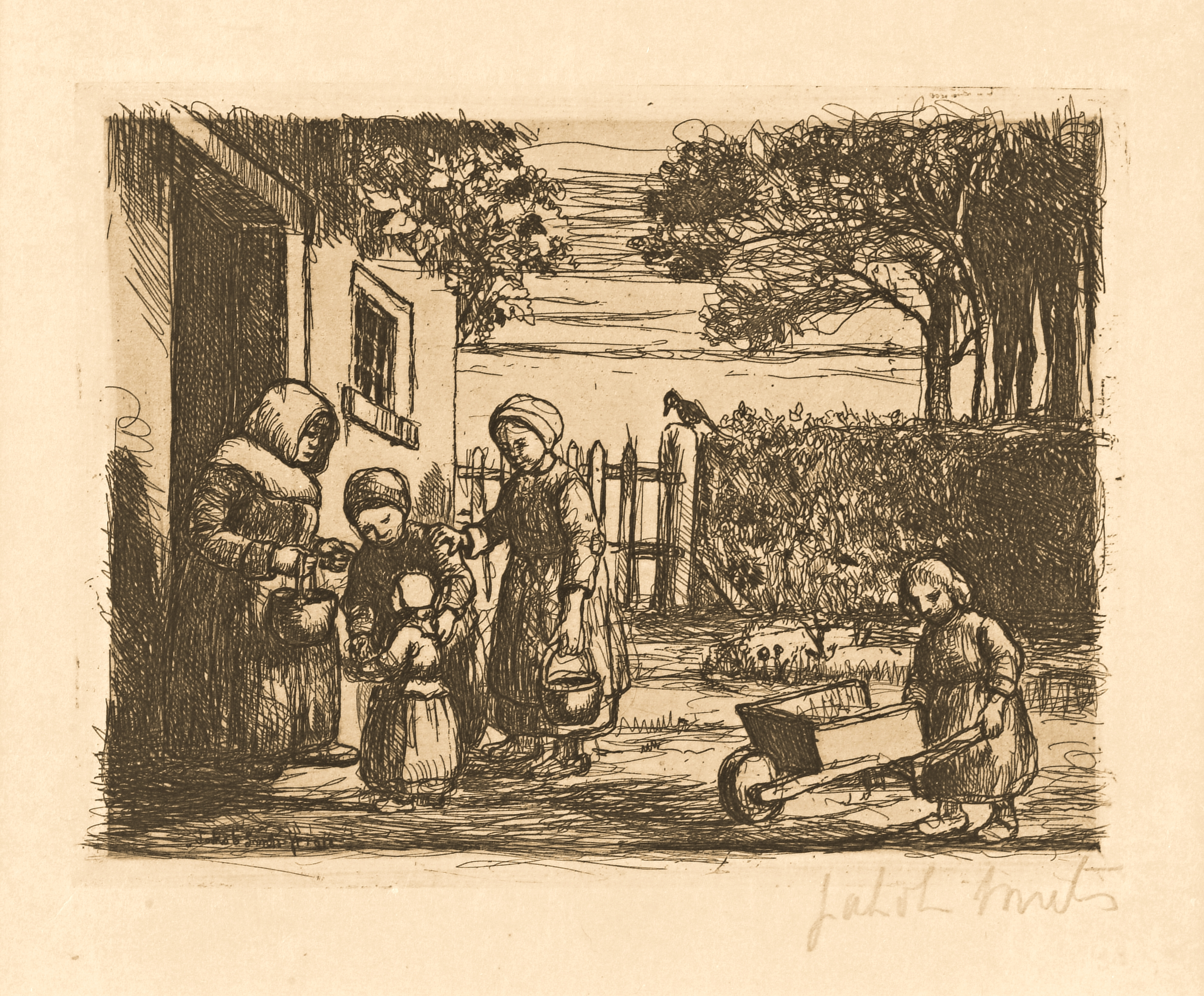
De armen, ets, collectie Jakob Smitsmuseum
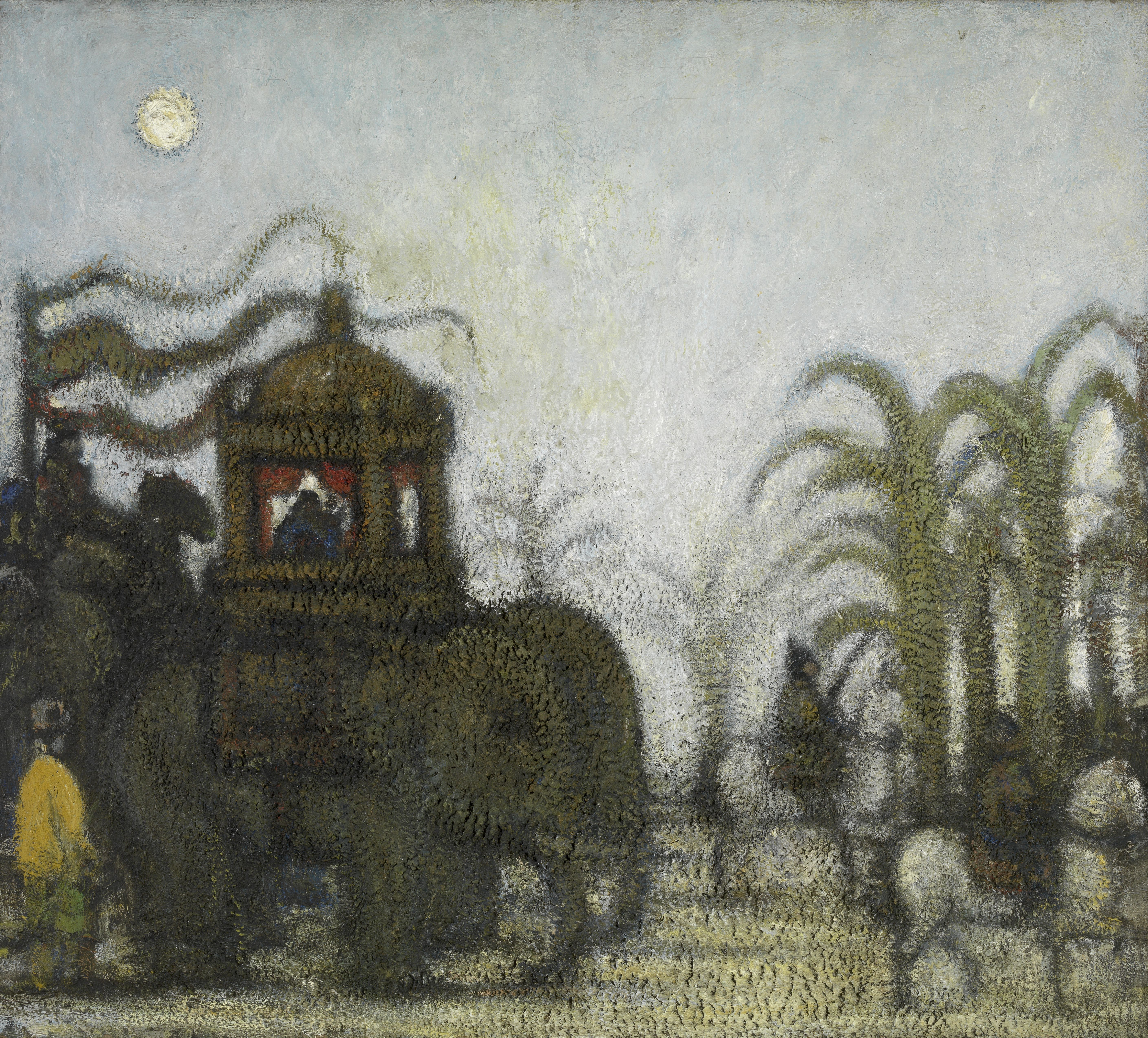
De stoet van de magiërs, 1925, schilderij, collectie KMSKA Antwerpen
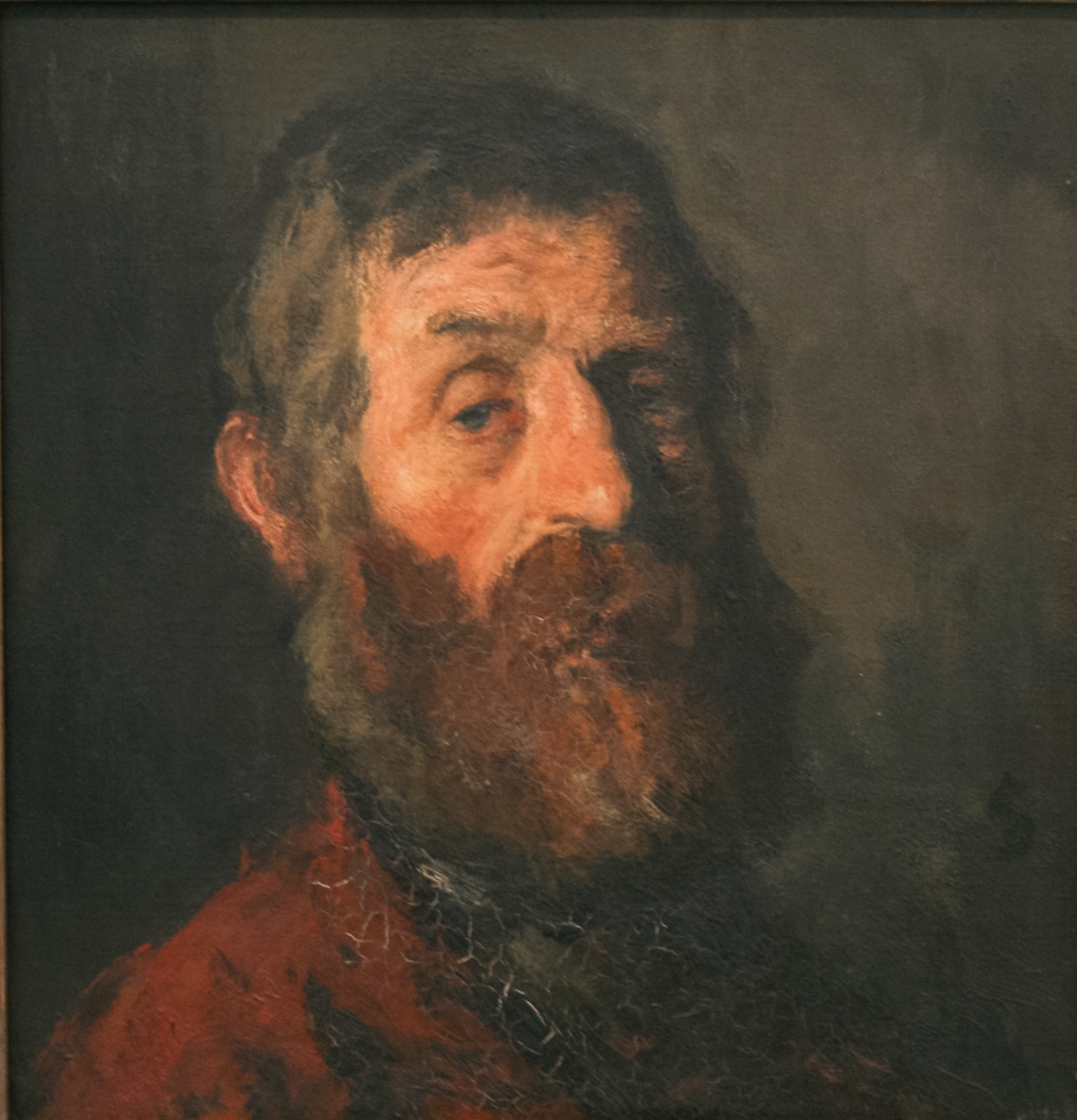
Portret van een boer, schilderij, collectie Museum voor Schone Kunsten (Gent)
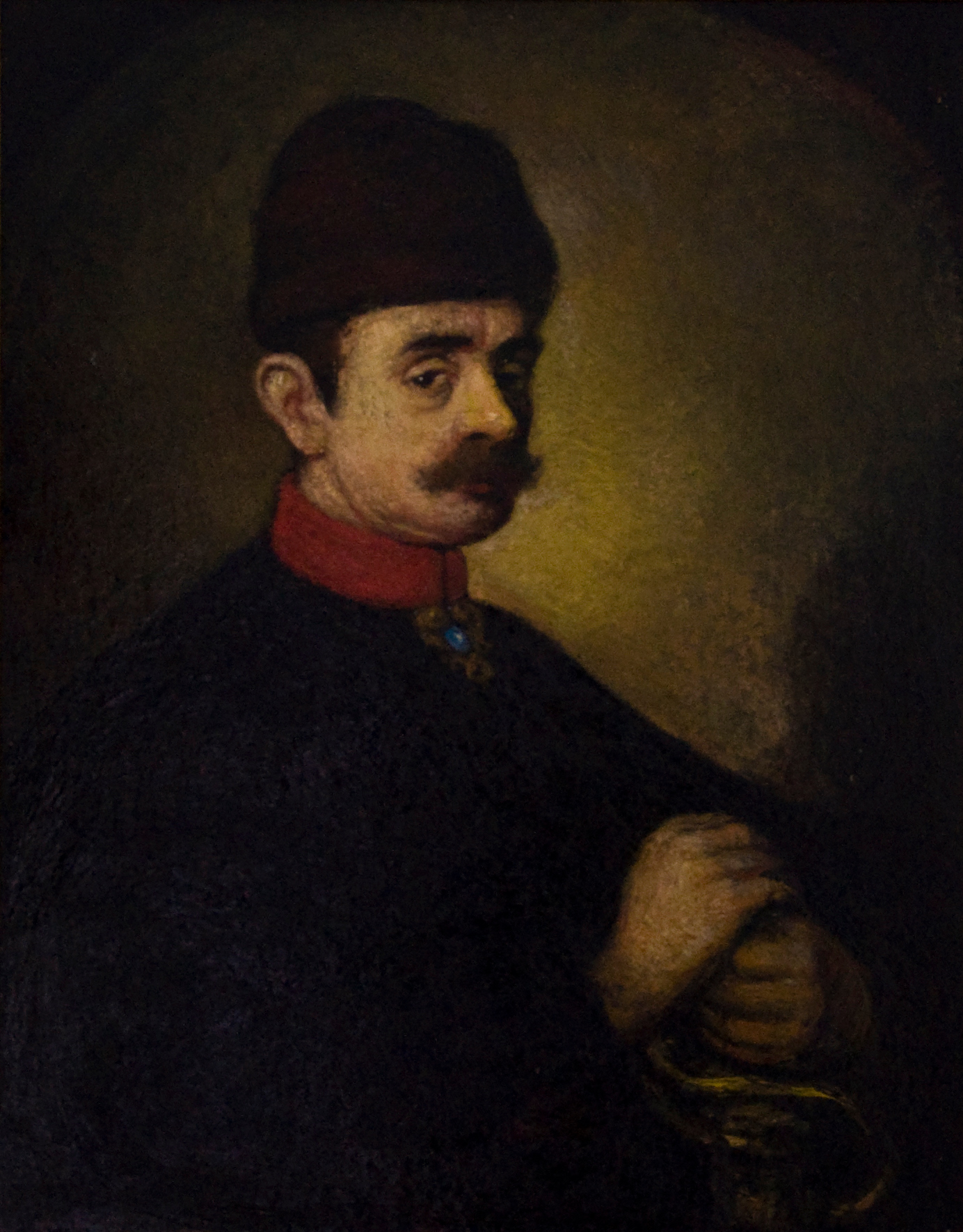
Man met de pelsen muts, 1905, schilderij, collectie Museum Dhondt-Dhaenens
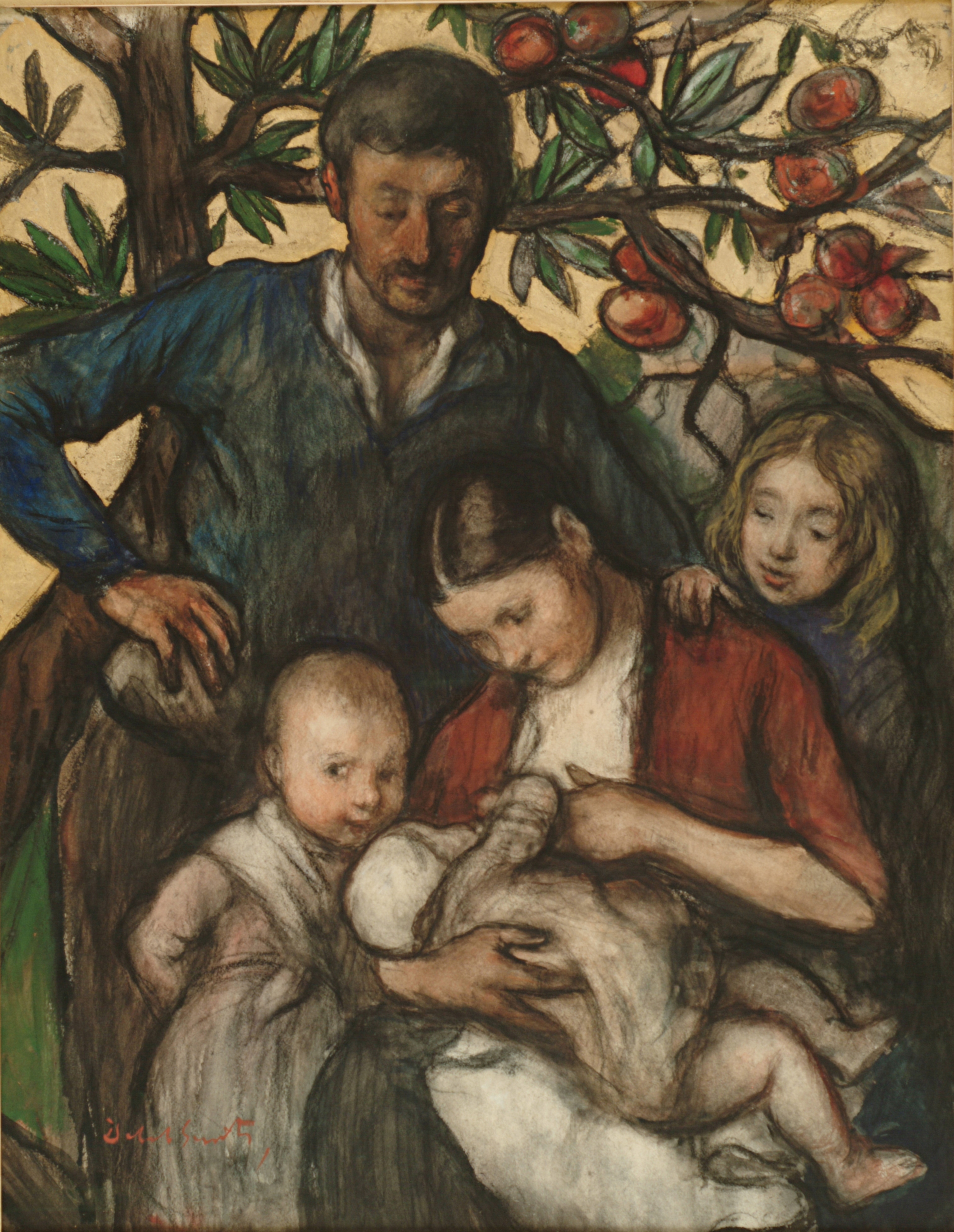
De zomer, schilderij, 1894, collectie Jakob Smitsmuseum

## Gedachtenis
- Postzegel: emissie van de Belgische Posterijen in 1992.
- Straatnamen in Anderlecht, Borgerhout, Turnhout, Vilvoorde en Mol